# 魔法少女育成計劃
《魔法少女育成計畫》是遠藤淺蜊所作的日本輕小說作品，插圖由繪畫，定位為「16位魔法少女為生存而戰」的求生動作小說。並有漫畫、廣播劇CD等衍生作品。2016年3月宣佈改編為電視動畫，同年10月開始播放。

## 故事簡介
熱門社交遊戲「魔法少女育成計畫」，為數萬人之中僅一人能成為魔法少女的奇蹟般遊戲。幸運地獲得魔法，過著充實生活的眾少女。然而，就在某一天，她們收到法唯傳來「因人數過多，為了確保魔力供給足夠，要裁掉一半的魔法少女」的片面通知，需在16人中削減8人，於是由16位魔法少女所帶來的殘酷激烈、慘無人道的殊死競存比賽，由此拉開序幕。
然後在經過一場大規模的戰鬥後，魔法少女存活人數達到7人，但法唯突然宣佈「因為途中有給出魔法道具的關係，魔力供給依舊不足，將存活人數下修到4人。」於是殘存的魔法少女在生存威迫下再度展開一場殊死廝殺。

## 登場角色
※聲為廣播劇CD／電視動畫版

### 系列主要魔法少女
白雪（聲：種崎敦美／東山奈央）
本名：姬河小雪
在周圍也不相信魔法少女存在時，仍相信其存在的初中二年級生。自幼便一直憧憬、相信着魔法少女。被法唯選中，成為新人魔法少女，夢想成真後比誰都努力的到處幫助他人，能力强到連續幾星期魔法糖果榜首。性格特點為「粗心大意」「正義感很強」「愛妄想」。變身後裝扮為「穿著白色校服的少女」。
魔法能力為能聽見有困擾的人的心聲（讀心術）
在restart 篇中已經昇華至讀取別人所想的任何東西，甚至下一步攻擊動作。
因為覺得自己一直袖手旁觀，後期開始情緒崩潰。
在魔法王國發現事實後，將白雪晉升為真正的魔法少女。繼承泳泳的武器，開始獵殺其他邪惡魔法少女，為其他魔法少女崇拜。
在restart篇中，被新「大使」邀請靚看正進行中的魔法少女育成計劃測驗，然後私下搜集證據去推翻新「大使」。
莉普兒（聲：無／沼倉愛美）
本名：細波華乃
忍者裝束的魔法少女，魔法能力為「手裡劍百發百中」。擔任最高速的搭檔，但本人卻否定這一點。個性傲嬌也不擅與人相處。很在意對想要「被他人所需要」的白雪。因被跟媽媽的再婚爸爸騷擾憤而離家，獨自生活的高中二年級生，因生活費不足而努力工作。
與泳泳戰鬥時被割斷左手和劃瞎左眼，在魔法王國發現事實後，為法布與克萊莓所造成的破壞道歉，並治好莉普兒的傷和晉升她為真正的魔法少女，但莉普兒為了不忘記最高速的傷痛而拒絕治療。
普芙蕾（聲：後藤沙緒里／南條愛乃）
本名：人小路庚江
有錢貴族人小路家族的千金小姐，自少生活無憂。喜歡擅自作出決定，目中無人，在遊戲裏常扮演領導者去挑戰大使定下的規矩。在無論任何情況下也可以冷靜應對，指派別人工作而自己從不出手。
坐在輪椅雙腳殘廢的形象只是用來欺騙玩家，飛腿踢腳能力十分高。
在「上一屆測驗」中以欺騙玩家的能力完成考試。
能力是坐着魔法輪椅高速移動。（沒有輪椅時就靠闇影葉爾背著，或坐魔法飛毯)
闇影葉爾（聲：種田梨沙／近藤玲奈）
本名：魚山護
世世代代也是服侍人小路家族，常常在庚江身邊呑聲忍氣的受她脾氣和照顧她。
在遊戲最後開始對普芙蕾產生懷疑而去攻擊她。
能力是能修改任何機械，或用任何的道具進行改良。
Deluge princess
本名：青木奈美

### 魔法少女育成計畫
菈·普賽兒（聲：田所梓／佐倉綾音）
本名：岸邊颯太
初中二年級生兼白雪的青梅竹馬。少見的「由男性變身而成」的魔法少女。負責對剛成為魔法少女的白雪進行指導。
對於動畫和漫畫裏那種英雄式的劇情有着強烈憧憬，並會無意識地採取類似行動。
一開始就知道白雪的真實身份為姬河小雪，亦願意像成為白雪的「騎士」跟她組隊一起行動。變身後裝扮亦為中古女騎士，能力為能自由改變劍的大小。
在搶奪事件過後，聖少女因為自己無法保護好白雪而懊悔不已，在一次兩人會合時，克萊莓出現，最後以聖少女死亡收場，並成為魔法少女第三名死亡者，由于被擅长近战的克萊莓打到血肉模糊，所以死因被伪装成车祸撞死。那個星期的魔法少女也因此不用以糖果數量來決定淘汰出局。
最高速（聲：無／內山夕實）
本名：室田燕
19歲的主婦，以前是該市暴走族的大姐，後來因為結婚且懷孕的原因退出暴走族，丈夫為任職於市公所宣傳課的升一。魔女裝束的魔法少女，莉普兒的搭檔。個性開朗大方，愛管閒事。魔法能力為使用魔法掃帚以極高的速度飛行。
一直說著必須再活過半年，是因為她懷孕了，變身後並不會承繼「懷孕」的狀態，解除變身後會回復原樣。
與莉普兒一起打敗天災·瑪麗後被泳泳殺掉。
水姆水姆（聲：無／水瀨祈）
本名：坂凪綾名
7歲的小學一年級生。崇拜露菈，曾经對她的話唯命是從。在繼承其位置後常反思露菈的做法。
魔法能力為可以像游泳一樣潛入任何物體中，通過這一點她自己也能夠通過潛入牆壁和地板來迴避打擊和斬擊等，但弱點是不能穿透聲音和光。
在眠眠最后一次进入梦境世界时，进入到泳泳的梦境，意外诱导了泳泳从侍从成为公主（也就是王权）的心願。其實眠眠本意是泳泳也能成為公主，但卻被泳泳理解成取代王权的地位，在偷袭白雪的作战中，将偷来的魔法糖果重新派发给除王权、白雪、聖少女等其他人，导致王权败北。而王权为了控制她而下的命令，也一直影响着她而导致其他魔法少女因此被害。
使用25年壽命換取了魔法道具透明外套。
在克萊莓死亡後成為法布的新主人。最后和莉普儿的决斗中死亡。
天災·瑪麗（聲：大橋彩香／井上喜久子）
本名：山本奈緒子
被N市的黑幫「鐵輪會」（鉄輪会）聘用的39歳主婦，曾虐待她的丈夫和女兒，最後丈夫帶女兒離家出走。幫助黑幫工作而長期居住酒店頂樓和並酒精供應。西部牛仔造型的魔法少女。
好戰且愛博酒，常不由分說不顧他人死活，就砲火全開猛力攻擊。私人收藏大量軍火。
使用10年壽命換取了魔法道具四次元袋。
最後被最高速載著的莉普兒以手裡劍從天上射中頭部致死。
角色原型來自美國西部女槍手災星簡（カラミティ・ジェーン）。
露菈（聲：無／日笠陽子）
本名：木王早苗
在工作上一直覺得自己能力不被看重，在魔法少女育成計劃遊戲里面終於可以大顯身手，笨蛋女王屬性。
作为新人参与魔法少女时被瑪麗欺凌，十分痛恨瑪麗。能力是命令眼前的對手做任何事情（發動一次最多可下達四項命令，距離不能超過五呎範圍，必須一直維持姿態直至事項完畢），利用这个能力成为另外四位魔法少女的領導者。
雖然對部下經常採取高壓行為，說話刻簿，但其實非常照顧人。尽力为手下赚取魔法糖果，但只是为了体现其领导能力，认为手下都是笨蛋，但同時也為手下做了許多事。
遊戲更新後魔法糖果改為可以交易。所以以露菈為首的5個魔法少女決定把目標轉移成「搶奪其他人的糖果」，但在偷袭白雪夺取魔法糖果中，雖然成功搶奪白雪的魔法糖果，但被泳泳出卖，导致成为第二名淘汰者，在魔法少女身份解除后吐血而死。
毬毬（聲：無／西明日香）
本名：犬吠埼珠
犬耳風帽裝束的魔法少女。現實身分為中學生，運動、讀書表現不佳，性格軟弱，常常遭到家人責備、疏遠，唯一親近的人是她的奶奶，但自從奶奶過世後感到很寂寞，想成為魔法少女，因此對於加入露菈隊獲得同伴這一點感到很開心。為人對任何事情充滿同情心。
因為露菈在見面時給了她項圈，就算被露菈踹打，也對她忠心耿耿。
能力是可以在任何東西上面開洞。
使用5年壽命換取了魔法道具武器，泳泳則以透明外套和她交換。
因為在泳泳昏迷時看到她的本體，因此在泳泳醒來後被她砍頭殺害。
眠眠鈴（聲：黑澤朋世／花守由美里）
本名：三條合歡
因自有哮喘病所以不便外出，雖然長大後痊愈了，但到24歲也不愛工作的尼特族。睡衣裝束的魔法少女，最好的聆聽者，擁有能進入別人夢裡的魔法，且可在「夢裡的世界」自由行動，其能連繫至所有人類的夢境，所以亦能進入現實中相識的人的夢境。在夢境中擁有絕對的力量，所以可以實行很多事情。此外一部分在夢裡發生的事亦會反映至現實。
在每周一次開放的魔法少女專用聊天室中每次都會參加，並且是能夠讓其他魔法少女暢快述說自己冒險譚的人。
第一位淘汰者（因為魔法是幫忙夢境的人，所以得到的魔法糖果也是夢境世界的，現實世界為0），距离魔法少女失效前（当天午夜12时）最后一次进入梦境后，现实中身体由于魔法少女失效的惩罚，表因为心脏病发死亡。但意識還在夢境世界停留了至少一年，所以並不知道自己已死亡的事實。在夢中繼續活躍訓練其他新加入的魔法少女。
硬蕊·愛麗絲（聲：無／日高里菜）
本名：鳩田亞子
N市登入的第16名魔法少女。全身衣着為黑色，喜歡隨身抱着心愛的兔子布偶。
本名鳩田亞子，現實身份為中學一年級的學生，因家庭倫常慘劇而被遺棄到親戚家中，產生自殺念頭。面無表情，就連說話都很少。相比與人交流更喜歡和兔子布偶一起散步。
此外她為了報答白雪的救命之恩，在一直尋找着白雪的下落，最後為她擋了致命的一擊。相信白雪就是善良魔法少女的存在。
魔法能力為治癒一切傷勢，效果極為強力。不僅能夠快速癒合普通的傷口，就連身體一部分被切斷都能慢慢復原再生，保證受傷者絕對不會死亡。此外，由於愛麗絲可以利用魔法製作新鮮的器官和身體組織，因此她還免疫包括中毒、窒息或其他物理攻擊造成的致死傷害。
使用6年壽命換取了魔法道具兔足，之後送給白雪。
在解除變身上學的時候，遭到泳泳襲擊而死去。
森林音樂家克萊莓（聲：無／緒方惠美）
本名：不明
神秘的魔法少女，能夠隨心所欲地操控聲音，模仿他人聲音。擁有最強近身格鬥技魔女。
本身是魔法王國的魔法少女，在此之前與其他魔法少女進行資格考時，因為主考官召喚出來的怪物太強無法控制，結果除了克萊莓外通通慘死，最後擊敗怪物的克萊莓成了唯一通過魔法少女，由於受到此次刺激和法布唆使，對於渴望強者的扭曲心態由此萌發出來。
以大使的身份作為監考，但暗中與法布竄改遊戲規則。包括成為最後一名的魔法少女會死亡，並讓魔法少女自相殘殺，甚至自己參與激化戰況。但因在她監考下的勝出者表現十分出色，本人被「魔法王國」看重，restart篇中絕大部分玩家也是出自她手上。
被毬毬用魔法在身上開洞而死亡。其後被白雪告發不法行為，令魔法少女自相殘殺的選拔測驗曝光。
米娜葉爾（聲：無／松田利冴）
本名：天美奈
雙胞胎天使，兩人的差異只在腳上的絲帶和翅膀左右不同，也是露菈小隊成員。本體是一位女大學生。
和優娜葉爾是雙胞胎姐妹，兩人合稱大天使（Peaky Angels）。頭髮向外側翹起是她的區分標誌。
能力是变成任何非生物的物体。
在泳泳為了測試藥的強度而主動去找克萊梅時，被克萊莓听到心跳声，識破了隱形斗篷被穿心而死。
使用3年壽命換取了打起精神藥錠。
優娜葉爾（聲：無／松田颯水）
本名：天優奈
雙胞胎天使，兩人的差異只在腳上的絲帶和翅膀左右不同，也是露菈小隊成員。本體是一位女大學生。
和姐姐米娜葉爾是雙胞胎姐妹，兩人合稱大天使（Peaky Angels）。
能力是变成任何生物，但没办法复制出其本人的特性。
被渥絲·凜冬天獄一手擊殺身亡。
渥絲·凜冬天獄（聲：無／小林優）
本名：亞柊雫
身穿毫無裝飾的服裝，散發出貴族氣氛的魔法少女。實力強大，在魔法少女之間也廣為人知。修女娜娜的戀人，以超越了修女娜娜心意的那部分來肯定她的一切。
能力是接触不同材质来建造墙面。
因為奈奈想要平息這場無意義的戰鬥，而四處勸說其他魔法少女放下鬥爭。他們找上泳泳四人組時，遭到泳泳伏擊，在擊殺優娜葉爾後傷重死亡。
修女奈奈（聲：無／早見沙織）
本名：羽二重奈奈
修女裝束的魔法少女。老手組的魔法少女之一。四處宣揚愛，呼籲大家互相幫助的博愛主義者，即使讓自己和凜冬天獄陷入險境也在所不惜。
能力是强化其他魔法少女的能力。
因無法承受渥絲·凜冬天獄的死亡用雫之前送的頸巾上吊自殺。
魔法賽璐珞44（聲：無／新井里美，Magicaloid44）
本名：安藤真琴
女孩子型機械人裝束的魔法少女，能力是每天可以使用一種來自未來的道具，總數為444,444,444種道具，不过大部分道具的功效并不靠谱。對任何事都計較得失地行動，不想做的事情絕對不去做的精明之人。不怎麼在魔法少女專用聊天室中現身。喜歡存錢，修女奈奈曾经为了让亞柊雫成为了魔法少女，而给她很多钱来获得她的道具。
為了與瑪麗結盟而去殺人，並找上白雪為目標。但剛巧合找到白雪前遇到第16名魔法少女愛麗絲。在愛麗絲出現在白雪面前時，把愛麗絲的頭砍了下來。就在賽璐珞44要再攻擊白雪時，被痊癒了傷勢的愛麗絲反殺。

### 魔法少女育成計畫restart
蓓蒂卡（聲：無／井上穗乃花）
本名：建原智香
因為樣子醜陋而對自己沒有自信，就算在現實世界也長期變身為蓓蒂卡。一直想用食物討好自己喜愛的男生。故事初期得不到隊友的尊重，直至到大家吃過她的食物。
初期基本上相沒有戰鬥能力，技能是（手放在任何東西上面）5分鐘可以煮出任何美食。
在「上一次測驗中」被受同伴們保護自己至最後成為勝出者，令自己更加感到內疚而去逃避。
古蘭迪兒（聲：無／伊瀨茉莉也）
本名：尾野寧寧
下半身能變成任何動物。在團隊入面戰鬥力高，但常常一言不發。會主動保護自己團隊成員的安全。
因以一人之力生存到遊戲最後部份而被人認為是魔王。
現實為一位動物愛好者的高中生。
御世方那子（聲：無／Jenya）
本名：
本身為外國人，哈日族，對所有事情也愛管閒事，說話帶口音。常與莉歐妮塔不和，但支持在隊內被忽略的蓓蒂卡。遊戲入面有一條小火龍同伴共同作戰，在現實中有一隻寵物黃金鼠小球球。
能力是能於任何動物成為好朋友。
莉歐妮塔（聲：無／M·A·O）
本名：九條李緒
可以隨心所欲操縱人偶（而自己也是人偶形態）。小隊的隊長，為人性格火爆，一開口就和御世方那子吵架。
現實中為職業殺手，為了幫父親償還債務才被捲入遊戲之中。
魔女黛西（聲：無／內田真禮）
本名：八雲菊
城內的人氣魔女，知名度高到擁有以自己的經歷改編的動畫（為魔法王國選出的優異生來代表魔法少女的親善大使活動）。為人自信滿滿，特別是自己的必殺技黛西光波。
小原原（聲：無／澤田姬）
本名：野野原紀子
從幾歲開始已經成為魔法少女，雖然年紀細細但是經驗最豐富。在跟隨著「前大使」時，曾經擁有過自己的部下。在現實要照顧長期在醫院的媽媽。
技能是能改變人們的心情（其實是把自己的心情傳送給別人，所以他必須要長時間強逼自己保持樂觀)
@娘娘（聲：無／鬼頭明里）
本名：棚橋陽真理
帶有中國口音的魔法少女，可以把任何東西封印在符入面。
夢之島傑若瘋子（聲：無／鈴代紗弓）
本名：園田
穿着假面騎士般裝束的魔法少女，能力是能抵擋任何（現實世界物理）攻擊。在受傷後突然消失，再度出現時(因為被人控制之下)決心和@娘娘同歸於盡。
瑪絲克德·汪達（聲：無／菲魯茲·藍）
本名：三田好
從小一直是「跟着規矩去做人」的品學兼優少女，沒有任何朋友和嗜好。無意中成為魔法少女後便向眠眠鈴請教成為一位出色的魔法少女。
眠眠鈴在現實為她的表姐，但在瑪絲克德·汪達受教時已過身一年了。
美式超級英雄裝束的魔法少女，能改變任何物件的質量。
滴答貝兒（聲：村川梨衣／富田美憂）
本名：冰岡忍
自小喜歡偵探小說，所有事情也會有尋根究底的性格。主張和平與理性解決問題。自魔女黛西「意外」死後，在現實世界一直找尋推翻這結果的線索和找尋各人的現實身世。和藍金莉汀非常友好。
能力是能夠與建築物對話。（但可惜在遊戲入面不能使用）
菈彼絲·藍金莉汀（聲：小澤亞李／悠木碧）
本名：不明 (代號：藍色彗星)
遊手好閑的高中生，為人熱情。可以使用任何寶石進行瞬間移動。和滴答貝兒感情要好。
藍金莉汀這個名稱是為他的師傅繼承下去，自稱為第二代藍金莉汀，近身格鬥能力甚高。
茜（聲：無／小清水亞美）
本名：不破茜
只要是視野所見，任何物體都能斬盡殺絕。 遊戲一開始是對所有人生敵意，但其目的是為了刺殺「森林音樂家」。
琪克（聲：無／潘惠美）
restart 的大使，我行我素，覺得前任大使的測驗勝出者應該要受到制裁而進行遊戲。
因看不過眼魔女黛西的個人動畫而對他諸多挑剔。
能力是在電腦世界中無所不能。
法爾
遊戲的吉祥物，但因為玩家和大使的不和令他受盡委屈。
巴雷特
魔女黛西身邊一直的好夥伴。
切爾娜·米奇（聲：無／長繩麻理亞）
能夠變得非常巨大，為人暴躁古怪。遊戲初期幫隊伍佔領區域。
現實生活中致力收集禮物（主要是食物）去送給每一個有需要的人。十分喜歡蓓蒂卡的弟弟智樹。
梅爾維兒（聲：無／三上枝織）
本名：久慈真白
前任大使測驗中的勝出者，對前任大使忠心耿耿直到前任大使被揭發後失勢而被除去魔法少女資格。在restart遊戲中再次成為魔法少女身份。
能夠隨心所欲改變顏色。（其實是能夠把所有東西改變成他想要的形態）

### 魔法少女育成計畫limited
葛蕾絲船長
本名：芝原海
能召喚出魔法海盜船，並以亞音速在水上航行。也能用海盜船壓死敵人，曾用這招消滅了魔王帕姆的一片翅膀。但對索妮雅‧荳荳使用時，反而被索妮雅破壞了海盜船。
最終被索妮雅摸到雙眼，在雙眼失明的狀態下死亡。
驚喜魔技
本名：根村佳代
魔法是能將看不見的兩物互換。不過兩者都必須確定位置，而且其一不可距離超過50公分才行。曾將結界中石頭和譜金互換，讓譜金被攔腰斬斷
誓約薇汀
本名：結屋美禰
讓定下誓約的人一定會遵守約定的魔法。曾和小隊中隊員定下"要服從隊長命令"的誓約，後用此命令夢幻彩虹。和夢幻彩虹一起被夾在電車與結界之間死去。
夢幻彩虹（聲：麻倉桃）
本名：三香織
能製造彩虹，並且人可以在彩虹上移動，也能用彩虹做為武器。曾使用彩虹將魔王帕姆殺死。
缺點是彩虹不能轉彎，而且需要製造與發動的時間。
是多可的搭擋，也是「暗殺者」。
被夾在結界和電車中間而死去。
波斯塔麗（聲：大森日雅）
本名：酒己達子
能讓任何東西生出羽翼飛回主人手上，不會繞過障礙物。
所以當敵人在物品的航線上時，也可以做為一種攻擊手段。
被遭到譜金控制的夢幻彩虹殺死。
轉轉姬
本名：姬野希
可以隨心所欲的操縱260多條緞帶。在實戰中的應用就是將緞帶化為盾牌和鑽頭。被譜金殺死。
蒂普賽柯梅
本名：
烏龜變成的魔法少女!可以與風同在呦！曾由譜金缺失了眼球的眼窩鑽進譜金身體然後變大將譜金撐爆!
麻奈
嚴格來說不能算是魔法少女
下克上羽菜
可以將自己或他人的感官變的靈敏銳利呦！
魔王帕姆
7753
能透過護目鏡觀察奇他魔法少女的能力呦！
比緹·菲列特莉嘉
托托流行樂
本名：
譜金
索妮雅·荳荳
全身上下充滿補丁的魔法少女。能力是將碰到的東西化為黑灰。被魔王帕姆先悶昏再燒死。

### 魔法少女育成計畫JOKERS
袋井魔梨華（聲：日高里菜）
本名：袋井真理子
業火公主
本名：緋山朱里
暴風公主
地震公主
稜鏡櫻桃
本名：加賀美櫻
菲露露
烏塔卡特
卡芙麗亞
普勞德女士
安布蘭
設計師美美
格林之心
謝芙琳
斯坦奇卡

### 魔法少女育成計畫ACES
中野宇宙美
烏露露
獎勵幸子
帕翠西亞
鎧甲．艾莉
藍鈴糖果
眼鏡安妮
暗黑甜心
博識小咪
CQ天使哈姆艾爾
舒芙琳Ⅱ

### 魔法少女育成計畫QUEENS
布可．布克
蕾緹

### 其他
法布(法唯)（聲：間宮久留美）
電腦精靈型吉祥物角色。沒有實體，居住在魔法終端中。擅長使用魔法終端的事務工作。与克莱莓一起篡改了选拔测验规则，导致变成魔法少女间的残杀。最后被莉普兒拿泳泳的魔法道具毁灭。

## 出版書籍

### 輕小說
| 集數 | 標題                            | 寶島社         | 寶島社                 | 尖端出版       | 尖端出版               |
| 集數 | 標題                            | 發售日期       | ISBN                   | 發售日期       | ISBN                   |
| ---- | ------------------------------- | -------------- | ---------------------- | -------------- | ---------------------- |
| 1    | 魔法少女育成計畫                | 2012年6月8日   | ISBN 978-4-7966-8039-4 | 2014年11月6日  | ISBN 978-957-10-5737-8 |
| 2    | 魔法少女育成計畫 restart（前）  | 2012年11月9日  | ISBN 978-4-8002-0182-9 | 2014年11月21日 | ISBN 978-957-10-5770-5 |
| 3    | 魔法少女育成計畫 restart（後）  | 2012年12月10日 | ISBN 978-4-8002-0525-4 | 2014年12月30日 | ISBN 978-957-10-5867-2 |
| 4    | 魔法少女育成計畫 episodes       | 2013年4月10日  | ISBN 978-4-8002-0934-4 | 2015年7月16日  | ISBN 978-957-10-6043-9 |
| 5    | 魔法少女育成計畫 limited（前）  | 2013年11月9日  | ISBN 978-4-8002-1849-0 | 2016年3月11日  | ISBN 978-957-10-6445-1 |
| 6    | 魔法少女育成計畫 limited（後）  | 2013年12月9日  | ISBN 978-4-8002-1852-0 | 2016年3月11日  | ISBN 978-957-10-6446-8 |
| 7    | 魔法少女育成計畫 JOKERS         | 2014年8月9日   | ISBN 978-4-8002-3070-6 |                |                        |
| 8    | 魔法少女育成計畫 ACES           | 2015年9月10日  | ISBN 978-4-8002-4586-1 |                |                        |
| 9    | 魔法少女育成計畫 episodesφ      | 2016年4月9日   | ISBN 978-4-8002-5443-6 |                |                        |
| 10   | 魔法少女育成計劃 16人的日常     | 2016年10月15日 | ISBN 978-4-8002-6369-8 |                |                        |
| 11   | 魔法少女育成計劃 QUEENS         | 2016年12月10日 | ISBN 978-4-8002-6217-2 |                |                        |
| 12   | 魔法少女育成計劃 episodesΔ      | 2019年6月10日  | ISBN 978-4-8002-9571-2 |                |                        |
| 13   | 魔法少女育成計画「黒」          | 2019年10月10日 | ISBN 978-4-8002-9656-6 |                |                        |
| 14   | 魔法少女育成計画 breakdown (前) | 2021年3月11日  | ISBN 978-4-299-01441-2 |                |                        |
| 15   | 魔法少女育成計画 breakdown (後) | 2021年5月10日  | ISBN 978-4-299-01458-0 |                |                        |
| 16   | 魔法少女育成計画「白」          | 2022年2月10日  | ISBN 978-4-299-02640-8 |                |                        |
| 17   | 魔法少女育成計画 episodesΣ      | 2022年4月8日   | ISBN 978-4-299-02861-7 |                |                        |

### 漫畫
魔法少女育成計畫
《月刊Comp Ace》2014年11月號至2015年12月號連載。作畫。
| 集數 | 角川書店      | 角川書店               |
| 集數 | 發售日期      | ISBN                   |
| ---- | ------------- | ---------------------- |
| 1    | 2015年6月26日 | ISBN 978-4-04-103140-7 |
| 2    | 2016年3月26日 | ISBN 978-4-04-103867-3 |

魔法少女育成計畫 restart
《月刊Comp Ace》2016年6月號開始連載。作畫。
| 集數 | KADOKAWA      | KADOKAWA               |
| 集數 | 發售日期      | ISBN                   |
| ---- | ------------- | ---------------------- |
| 1    | 2016年9月30日 | ISBN 978-4-04-104791-0 |

魔法少女育成計劃 F2P
《這本漫畫真厲害！WEB》2016年8月29日開始連載。作畫柚木涼太。
| 集數 | 寶島社         | 寶島社                 |
| 集數 | 發售日期       | ISBN                   |
| ---- | -------------- | ---------------------- |
| 1    | 2016年10月22日 | ISBN 978-4-8002-6271-4 |
| 2    | 2017年3月23日  | ISBN 978-4-8002-6632-3 |

## 電視動畫
由Lerche改編製作的電視動畫於2016年10月1日在日本播出。此劇的Blu-ray與DVD將會分4卷，每卷3集發售。此劇的內容以第一卷為藍本，再加上第四卷中描述第一卷角色的短篇。

### 製作人員
- 原作：遠藤淺蜊（寶島社／這本輕小說真厲害！文庫《魔法少女育成計畫》系列）
- 原作插畫：
- 導演：橋本裕之
- 劇本統籌、劇本：吉岡孝夫
- 角色設計：愛敬由紀子
- 製片：GENCO
- 動畫製作：Lerche

### 主題曲
片頭曲
作詞、主唱：沼倉愛美，作曲、編曲：WEST GROUND
片尾曲「DREAMCATCHER」
作詞、主唱：nano，作曲、編曲：WEST GROUND

### 各話列表
| 話數 | 日文標題       | 中文標題                 | 劇本     | 分鏡       | 演出              | 作畫監督 |
| ---- | -------------- | ------------------------ | -------- | ---------- | ----------------- | --- |
| 01   | [ 39 ]         | 歡迎來到夢與魔法的世界！ | 吉岡孝夫 | 橋本裕之   | 橋本裕之          | 幸野浩二 |
| 02   | [ 40 ]         | 收集魔法糖！             | 吉岡孝夫 | 東海林真一 | 大河原崇          | 藤田亞耶乃 金子美咲                                                                                                 |
| 03   |                | 版本更新的通知！         | 吉岡孝夫 | 齋藤德明   | 伊藤史夫          | 伊藤麻由加、梶浦紳一郎 小柏奈弓                                                                                     |
| 04   |                | 增加朋友吧！             | 吉岡孝夫 | 鎌田祐輔   | 鎌田祐輔          | 服部憲知、橫山紗弓                                                                                                  |
| 05   |                | 追加新角色！             | 吉岡孝夫 | 齋藤德明   | 鈴木芳成          | 菅原浩喜、相良理央 小川一郎                                                                                         |
| 06   |                | 獲得超稀有物品吧！       | 吉岡孝夫 | 夕澄慶英   | 夕澄慶英          | 棚澤香織、杉本里菜                                                                                                  |
| 07   |                | 提升親密度吧！           | 吉岡孝夫 | 東海林真一 | 笹原嘉文          | 樋口博美、山田勝 |
| 08   |                | 游擊事件發生中！         | 吉岡孝夫 | 齋藤德明   | 大河原崇 鈴木芳成 | 金子美咲、伊藤麻由加 小長井美南                                                                                     |
| 09   |                | 規則變更的通知！         | 吉岡孝夫 | 東海林真一 | 木野目優          | 菅原浩喜、相良理央 飯塚英里、嘉村弘之                                                                               |
| 10   |                | 闖入戰機率變動中！       | 吉岡孝夫 | 鎌田祐輔   | 鎌田祐輔          | 棚澤香織、杉本里菜 小長井美南、幸野浩二                                                                             |
| 11   |                | 伺服器維修中             | 吉岡孝夫 | 夕澄慶英   | 夕澄慶英          | 金子美咲、樋口博美 小長井美南、小沼克介 永田陽菜、難波聖美 安形佳己、岩佐智子 杉本里菜、相良理央                    |
| 12   | File not found | 伺服器沒有響應           | 吉岡孝夫 | 久行宏和   | 鈴木芳成          | 伊藤麻由加、小長井美南 金子美咲、杉本里菜 樫澤香織、田中彩 鈴木春香、樋口博美 幸野浩二、藤田亞耶乃 山田勝、伊藤雅子 |

### 播放電視台
日本深夜動畫：下文記載的日本国内播放時間使用日本標準時間（UTC+9）表示。因為部分時間标识會採用30小时制，因此請留意这类超过24:00的时间，其實際播放時間為翌日清晨。
播放電視台如下：
| 播放地區 | 播放電視台 | 播放日期                | 播放時間（UTC+9）   | 所屬聯播網 | 備註   |
| -------- | ---------- | ----------------------- | ------------------- | ---------- | ------ |
| 日本全國 | AT-X       | 2016年10月1日－12月17日 | 星期六 24:00－24:30 | 衛星電視   | 有重播 |
| 東京都   | TOKYO MX   | 2016年10月3日－         | 星期一 24:00－24:30 | 獨立UHF局  |        |
| 日本全國 | BS11       | 2016年10月3日－         | 星期一 24:00－24:30 | ANIME+節目 |        |
| 日本全國 | GyaO!      | 2016年10月4日－         | 星期二 12:00 更新   | 網絡電視   |        |

### 藍光／DVD
| 卷 | 發售日         | 收錄話         | 規格編號 | 規格編號  |
| 卷 | 發售日         | 收錄話         | BD限定版 | DVD限定版 |
| -- | -------------- | -------------- | -------- | --------- |
| 1  | 2016年12月21日 | 第1話－第3話   | VTZF-81  | VTZF-85   |
| 2  | 2017年1月25日  | 第4話－第6話   | VTZF-82  | VTZF-86   |
| 3  | 2017年2月22日  | 第7話－第9話   | VTZF-83  | VTZF-87   |
| 4  | 2017年3月22日  | 第10話－第12話 | VTZF-84  | VTZF-88   |

## 外部連結
- 「魔法少女育成計畫」Portal頁面 （页面存档备份，存于）（日語）
- 魔法少女育成計畫 | 這本漫畫真厲害！WEB （页面存档备份，存于）（日語）
- 月刊魔法少女育成計畫的X（前Twitter）（日語）
- 電視動畫「魔法少女育成計畫」官方網站 （页面存档备份，存于）（日語）
- 電視動畫「魔法少女育成計畫」的X（前Twitter）（日語）